# Schizoporella inconspicua
Schizoporella inconspicua är en mossdjursart som beskrevs av Walter Douglas Hincks 1891. Schizoporella inconspicua ingår i släktet Schizoporella och familjen Schizoporellidae. Inga underarter finns listade i Catalogue of Life.